# Semovente da 75/32
Semovente da 75/32 Su Scafo M41 i Semovente da 75/34 Su Scafo M42 – włoskie działo samobieżne, odmiana Semovente da 75/34, wyprodukowana w bardzo krótkiej serii 25 sztuk.  Jedynym powodem powstania tej konstrukcji był brak armat 75 mm L34 które zastąpione zostały podobnymi odmianami armat 75 mm.